# Kazimierz Nowak

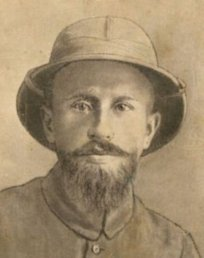
Kazimierz Nowak.

Kazimierz Nowak (Stryi, 11 de janeiro de 1897 — Poznań, 13 de outubro de 1937) foi um viajante, representante e fotógrafo polonês. Depois da Primeira Guerra Mundial, viveu em Poznań.
Entre 1931 e 1936 viajou sozinho, a pé e de bicicleta pela África numa distância total de 40.000 quilômetros.
Seus contos foram publicados em um livro intitulado Rowerem i pieszo przez Czarny Ląd (De bicicleta e a pé pelo Continente Escuro).